# Segreteria di Stato per l'istruzione e la cultura
La Segreteria di Stato per l'istruzione e la cultura è il dicastero a cui fa capo il Segretario di Stato preposto all'amministrazione del sistema scolastico, universitario e culturale della Repubblica di San Marino, in stretta collaborazione con il Dipartimento istruzione e dipartimento turismo e cultura.
Il segretario di Stato (ministro), è membro del Congresso di Stato, l'organo esecutivo dello Stato (Governo), ed è nominato dal Consiglio Grande e Generale di norma fra i propri componenti.
Dal 27 dicembre 2017 al 07 gennaio 2020 il Segretario di Stato per l'istruzione e la cultura è stato Marco Podeschi, al quale sono state affidate anche le deleghe all'Università, alla ricerca, all'informazione, allo sport, all'innovazione tecnologica e rapporti con l'Azienda autonoma di Stato per i servizi pubblici (AASS).
Il 07 gennaio 2020 ha giurato come nuovo Segretario di Stato per l'Istruzione e la Cultura per la XXX legislatura Andrea Belluzzi.